# Курланов, Александр Дмитриевич
Александр Дмитриевич Курланов (род. 1 августа 1924 года, Ярополец, Волоколамский район Московской области) — доктор технических наук, лауреат Государственной премии СССР (1974), заслуженный деятель науки и техники РСФСР, генерал-майор.

## Образование
Окончил 5-ю Московскую специальную артиллерийскую школу (1943), Одесское артиллерийское училище, Военную артиллерийскую инженерную академию им. Дзержинского (1955).

## Военная служба

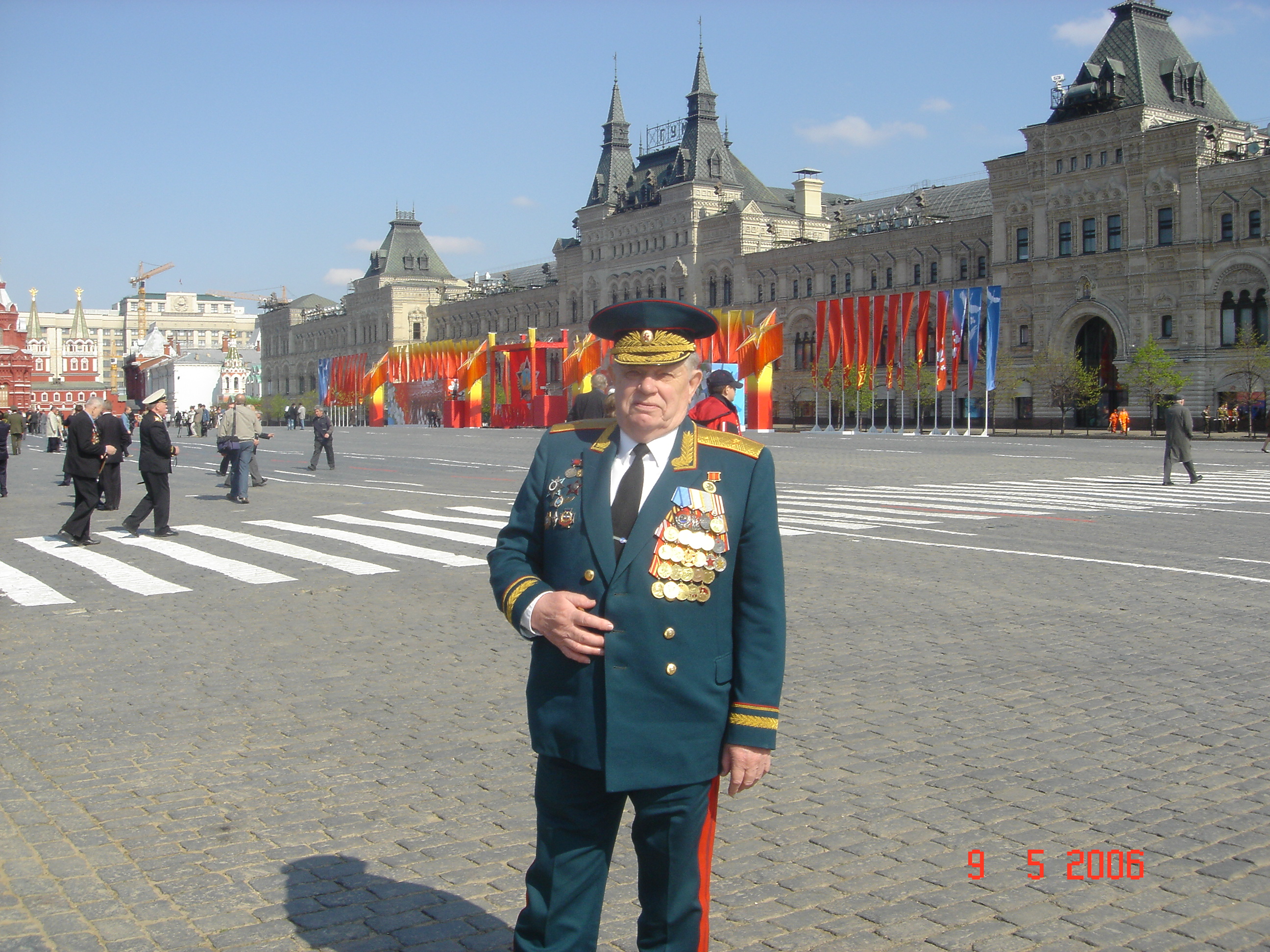
Курланов Александр Дмитриевич

С 1943 по 1989 год — состоит в рядах советской армии. Начал курсантом, достиг звания генерал-майора. Проходил службу в Сухопутных войсках, Войсках противовоздушной обороны страны, Ракетных войсках стратегического назначения и в войсках Воздушно-космической обороны.
Ветеран Великой Отечественной войны — участник обороны Москвы.

## Награды
- Орден Трудового Красного Знамени
- Орден Красной Звезды
- Орден Знак Почета
- Орден «За службу Родине в Вооружённых Силах СССР»
- Медаль «За победу над Германией»
- Медаль «За оборону Москвы»
- Медаль «За боевые заслуги»
- Медаль «Имени академика В.Ф. Уткина»[6]

Всего, награждён 5 орденами и 23 медалями.

## Научно-исследовательская деятельность
С 1955 г. старший испытатель, начальник группы, зам. начальника и начальник отдела анализа испытаний на полигоне Капустин Яр.
С 1964 начальник отдела, в 1967—1980 гг. начальник управления 45 СНИИ МО (разработка программно-алгоритмического комплекса). В 1980—1982 начальник отдела, консультант 50-го ЦНИИ. В 1982—1989 гг. председатель НТК ГУКОС.
За научные достижения в области разработок и испытаний новых видов и образцов вооружения удостоен званий «Лауреат Государственной премии СССР», «Заслуженный деятель науки и техники РФ». Ему присуждены ученые степень доктора технических наук и звание «профессор». Избран действительным членом «Академии военных наук», «Российской академии космонавтики им. К.Э. Циолковского», Международной академии «Информация, связь, управление в технике, природе, обществе». Является ветераном подразделений особого риска.
Избирался Председателем Совета ветеранов 5-й московской специальной артиллерийской школы, первым вице-президентом Федерации космонавтики России.